# 台湾民主自治同盟云南省委员会
台湾民主自治同盟云南省委员会，简称台盟云南省委、云南台盟，是台湾民主自治同盟在云南省的地方组织。